# جرج تال چیف
جرج تال چیف (انگلیسی: George Tall Chief؛ ۲۱ نوامبر ۱۹۱۶ – ۱۱ اوت ۲۰۱۳ (age ۹۶)) یک سیاست‌مدار اهل ایالات متحده آمریکا بود.